# Хоакін Наварро Хіменес
Хоакін Наварро Хіменес (ісп. Joaquín Navarro Jiménez, нар. 23 січня 1990, Гуадаортуна) — іспанський футболіст, захисник клубу «Алавес».
Виступав, зокрема, за клуб «Мальорка», «Альмерія» та «Лас-Пальмас»

## Ігрова кар'єра
Хоакін Наварро Хіменес народився 23 січня 1990 року в місті Пальма. Вихованець футбольної школи клубу «Мальорка».
У дорослому футболі дебютував в 2009 році виступами за команду резервістів клубу: «Мальорка Б», в якій провів два сезони, взявши участь у 58 матчах. 
Своєю грою за останню команду привернув увагу представників тренерського штабу клубу «Мальорка», до складу якого приєднався в 2011 році. Але закріпитися в основі не зміг, тому тренерський штаб вирішив віддати його в оренду. Відтак увесь сезон 2011-2012 років Хоакін Наваро (Хоні) грав у складі команд «Рекреатіво» та «Кордова».
Зміна тренерського штабу клубу «Мальорка», давала шанс Хоні, який повернувся до рідного клубу в 2012 року,яким він і скористався. Відіграв за клуб з Балеарських островів наступні два сезони своєї ігрової кар'єри. Більшість часу, проведеного у складі «Мальорки», був основним гравцем команди.
Але невдачі клубу змусили його очільників позбуватися гравців, одним з яких був Хоакін Наварро. Тож з 2014 по 2018 роки Хоні захищав кольори клубів «Альмерія» та «Лас-Пальмас».
До складу клубу «Алавес» Хоні приєднався в 2018 році, підписавши повноцінний контракт. Станом на 24 грудня 2018 року відіграв за баскський клуб 14 матчів в національній першості.

## Статистика
Станом на 25 грудня 2018
| Клуб               | Сезон             | Ліга, рівень      | Ліга | Ліга | Кубок | Кубок | Інші турніри | Інші турніри | Загалом | Загалом |
| Клуб               | Сезон             | Ліга, рівень      | Ігри | Голи | Ігри  | Голи  | Ігри         | Голи         | Ігри    | Голи    |
| ------------------ | ----------------- | ----------------- | ---- | ---- | ----- | ----- | ------------ | ------------ | ------- | ------- |
| «Мальорка В»       | 2009–10           | Сегунда Б         | 30   | 1    | —     | —     | —            | —            | 30      | 1       |
| «Мальорка В»       | 2010–11           | Сегунда Б         | 28   | 0    | —     | —     | —            | —            | 28      | 0       |
| «Мальорка В»       | Разом             | Разом             | 58   | 1    | —     | —     | —            | —            | 58      | 1       |
| «Рекреатіво»       | 2011–12           | Сегунда           | 12   | 0    | 0     | 0     | —            | —            | 12      | 0       |
| «Кордова»          | 2011–12           | Сегунда           | 17   | 0    | 0     | 0     | 2            | 0            | 19      | 0       |
| «Мальорка»         | 2012–13           | Ла Ліга           | 16   | 0    | 3     | 0     | —            | —            | 19      | 0       |
| «Мальорка»         | 2013–14           | Сегунда           | 38   | 0    | 1     | 0     | —            | —            | 39      | 0       |
| «Мальорка»         | Разом             | Разом             | 54   | 0    | 4     | 0     | —            | —            | 58      | 0       |
| «Альмерія»         | 2014–15           | Ла Ліга           | 28   | 0    | 1     | 0     | —            | —            | 29      | 0       |
| «Альмерія»         | 2015–16           | Сегунда           | 24   | 1    | 2     | 0     | —            | —            | 26      | 1       |
| «Альмерія»         | 2016–17           | Сегунда           | 37   | 2    | 1     | 0     | —            | —            | 38      | 2       |
| «Альмерія»         | Разом             | Разом             | 89   | 3    | 4     | 0     | —            | —            | 93      | 3       |
| «Лас-Пальмас»      | 2017–18           | Ла Ліга           | 31   | 0    | 0     | 0     | 0            | 0            | 31      | 0       |
| «Депортіво Алавес» | 2018–19           | Ла Ліга           | 14   | 1    | 0     | 0     | 0            | 0            | 14      | 1       |
| Всього за кар'єру  | Всього за кар'єру | Всього за кар'єру | 273  | 5    | 8     | 0     | 2            | 0            | 275     | 5       |